# Houston, Houston, czy mnie słyszysz?
Houston, Houston, czy mnie słyszysz? (oryg. ang. Houston, Houston, Do You Read?) – opowiadanie science fiction amerykańskiej pisarki Alice Sheldon publikującej pod pseudonimem James Tiptree Jr. Otrzymało nagrody Nebula (1976), Jupitera (1977) i Hugo za najlepsze opowiadanie (1977).
W polskim tłumaczeniu Blanki Kuczborskiej ukazało się w miesięczniku Fantastyka (nr 03(6) 1983), a następnie w zbiorze Houston, Houston, czy mnie słyszysz i inne opowiadania (wyd. Zysk i S-ka, 2000).

## Treść
Trzech kosmonautów na skutek zaburzeń czasoprzestrzennych przeskakuje trzy wieki w przyszłość. Tu styka się z ratowniczą grupą złożoną tylko z kobiet. Jak się okazuje na skutek globalnej epidemii ludzie na Ziemi stali się bezpłodni, a obecnie na świecie żyje niewielka społeczność kobiet rozmnażających się przez klonowanie. Nowe społeczeństwo nie zna rządów, przemocy, czy religii. Dochodzi do zderzenia dwóch kultur.